# Margarida Cardoso
Maria Margarida de Almeida Rodrigues Cardoso (Tomar, 12 de junho de 1963) é uma premiada realizadora portuguesa condecorada pelo governo português. Ficou conhecida com o filme A costa dos murmúrios, no qual explora a temática colonial e pós-colonial, numa perspectiva muito singular patente em vários dos seus filmes. 

## Biografia
Margarida Cardoso, nasceu em 1963 na cidade de Tomar e com três anos foi com a família para Moçambique, onde o pai que era militar da força aérea portuguesa fora colocado. Até 1975, ano em que regressou a Portugal com 12 anos, viveu em várias cidades moçambicanas, nomeadamente na antiga Lourenço Marques (actual Maputo), em Nampula e na Beira. 
Regressada a Portugal vai morar com os pais em Tancos e aos 15 anos vai estudar na Escola Artística António Arroio (Lisboa), onde frequenta o curso de Imagem e Comunicação Audiovisual.  Terminado o curso, começa a trabalhar em cinema em 1983, na série Histórias de Mulheres do realizador Lauro António. Entre outras funções, trabalhou como assistente de realização, anotadora e fotografa de cena, em Portugal e em França onde viveu vários anos, em mais de 50 filmes de realizadores como: Edgar Pêra, Alexander Sussmann, Edgar Pêra, Inês de Medeiros, João Botelho, Joaquim Leitão, João Pedro Ruivo, Jorge Marecos Duarte, Lauro António, Luís Galvão Teles, Luís Filipe Rocha , Solveig Nordlund, entre outros. 
Em 1996, estreia-se como realizadora com a curta-metragem Dois Dragões.  Seguem-se Natal 71, Kuxa Kanema - O Nascimento do Cinema,  A Costa dos Murmúrios pelo qual é galardoada em vários festivais e obtem o reconhecimento internacional, e Yvone Kane, nos quais Margarida Cardoso explora a temática colonial e pós-colonial, a partir da memória e dos sentimento de perda e culpa. 
Paralelamente à carreira como realizadora, é desde 2005, professora de Cinema, Vídeo e Comunicação Multimédia na  Universidade Lusófona de Lisboa. É também tutora no mestrado Docnomads na The Mobile Film School.

## Prémios e Reconhecimento
Ganha o Prémio de Melhor Documentário Português nos Encontros de Cinema da Malaposta em 1999, pelo documentário Natal 71. 
Com A Costa dos Murmúrios, é galardoada com vários prémios em 2004 e 2005, nomeadamente: o Prémio Léopards de Demain no Festival Internacional de Cinema de Locarno, uma Menção Especial no Festival Internacional de Cinema de Mannheim-Heidelberg e o de Melhor Filme no Caminhos do Cinema Português. 
Em 2007, é distinguida com o Grande Prémio TOBIS de Melhor Filme de Longa-metragem no DocLisboa desse ano, pelo documentário Era Preciso Fazer as Coisas. 
Com Yvone Kane, ganhou o Prémio de Melhor Longa-Metragem no festival Caminhos do Cinema Português em 2015 e é duplamente galardoada no Prémio Autores no ano seguinte, com os Prémios de Melhor Filme e Melhor Argumento. 
Foi condecorada pelo Estado Português com o grau de Comendador da Ordem do Infante D. Henrique no dia 8 de Março de 2005. 
Em 2015, foi criada na Universidade L’Orientale de Nápoles a "Cátedra Margarida Cardoso", um centro de investigação criativa inspirado nos seus filmes. 

## Filmografia Seleccionada
Realizou os filmes: 
- 1996 - Dois Dragões
- 1998 - A Terra Vista as Nuvens: História do Cinema Português 1986-1997, documentário
- 1999 - Natal 71, documentário
- 1999 - Entre Nós
- 1999 - Do Outro Lado, curta-metragem
- 2000 - Com Quase Nada, documentário
- 2003 - Kuxa Kanema: O Nascimento do Cinema, documentário sobre o Instituto Nacional de Cinema de Moçambique
- 2004 - A Costa dos Murmúrios
- 2007 - Era Preciso Fazer as Coisas, documentário que acompanha os ensaios da peça O Tio Vânia
- 2008 - O Código da Vida de A. Montrond, curta-metragem documental sobre o conde francês Armand de Montrond
- 2008 - Aljubarrota, documentário sobre a batalha de Aljubarrota
- 2010 - Licínio de Azevedo: Crónicas de Moçambique, documentário sobre o cineasta moçambicano
- 2013 - Atlas [26]
- 2014 -Yvone Kane [6]

- 2019 - Understory, documentário sobre a planta do cacau
- 2022 - SITA, A Vida e o Tempo de Sita Valles, documentário [27]
- 2024 - Banzo, longa-metragem [28][29]